# Adolfo Fernández Cavada
Adolfo Fernández-Cavada Howard (Cuba, 17 de mayo de 1832 - Cuba, 18 de diciembre de 1871) fue un militar y diplomático cubano-estadounidense, oficial del Ejército de la Unión durante la Guerra de Secesión, sirviendo como capitán en el 23.º Regimiento de Infantería de Filadelfia, Pensilvania, junto a su hermano, el Coronel Federico Fernández Cavada. Sirvió con distinción en el Ejército del Potomac en las batallas de Fredericksburg y Gettysburg y fue "special aide-de-camp" del General Andrew A. Humphreys. Tras la guerra, Fernández-Cavada fue designado como cónsul estadounidense en Cienfuegos, Cuba. Se unió a su hermano, quien se encontraba en Trinidad, en la insurrección cubana contra el colonialismo español y lo sucedió como Comandante en Jefe de las Cinco Villas. Cayó en combate pocos meses después que su hermano fuera fusilado.

## Primeros años y educación
Fernández-Cavada fue uno de los tres niños nacidos en Cienfuegos, Cuba, hijos todos de Emily Howard Gatier e Isidoro Fernández-Cavada. Su madre era ciudadana americana, nativa de Filadelfia. Tras la muerte de su esposo en 1838, Emily Gatier regresó a Filadelfia con sus tres hijos.
Allá la joven viuda conoció y se casó en segundas nupcias con Samuel Dutton. Todos juntos, residieron en el número 222 de la calle Spruce. Fernández-Cavada recibió su educación primaria y secundaria en la Central High School de Filadelfia.

## Guerra de Secesión

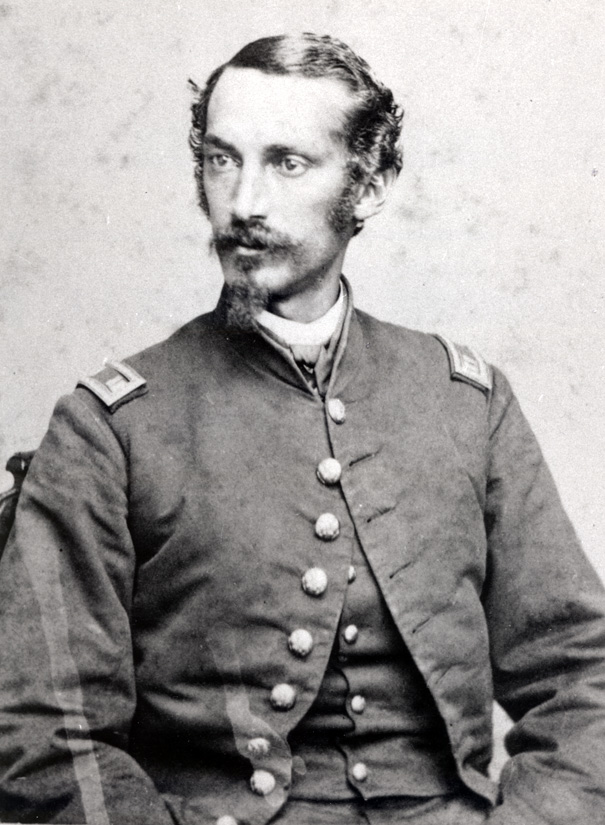
El hermano de Adolfo, el Cor. Federico Fernández-Cavada

Con el estallido de la guerra civil, tanto Adolfo como su hermano Federico se unieron al 23.º Regimiento de Infantería de Filadelfia, Pensilvania, un regimiento de la Unión. El regimiento fue asignado al Ejército del Potomac. Federico fue transferido al 114.º Regimiento de Infantería de Pensilvania, mientras que Adolfo permaneció con su regimiento como edecán del General Andrew A. Humphreys. Adolfo participó en varias batallas, incluyendo la Batalla de Fredericksburg y la de Gettysburg.
Fue herido durante la Batalla de Gettysburg cuando su caballo fue muerto en el combate. Fernández-Cavadamantuvo un diario de guerra, el cual es considerado una de las más vívidas y articuladas narraciones de la Batalla de Gettysburg. Su testimonio del famoso conflicto es expresivamente descriptivo de dicho enfrentamiento. En un día de julio durante la batalla, escribió: 
"The air was soon full of flying shot, shell and canister--and a groan here and there attested their affect. ...the roar of musketry and the crashing, pounding noise of guns and bursting shells was deafening..."

## Guerra de los Diez Años en Cuba
Tras el fin de la Guerra de Secesión, Fernández-Cavada fue nombrado cónsul de Estados Unidos en Cienfuegos, Cuba. Fernández-Cavada renunció a su posición para unirse a la insurrección cubana contra el colonialismo español, en la que legaría a ser conocida como la Guerra de los Diez Años (1868–1878). Junto a su hermano Federico, quien también renunció a su puesto de cónsul en Trinidad, Adolfo se unió a los insurgentes cubanos en su lucha por la independencia.
En febrero de 1869, Fernández-Cavada atacó el poblado de Palmira. Lideró a sus hombres en los combates de Altos de Potrerillo y Saltadero de Siguanea, así como también en el asalto a la armería de Arimao. El 5 de noviembre de 1869, sus tropas tomaron la ciudad de Cienfuegos y, un mes después, tomaron Arroyo Blanco. El 4 de abril de 1870, Fernández-Cavada fue nombrado Comandante en Jefe de las Cinco Villas con el rango de Mayor General, sucediendo a su hermano Federico, quien fue nombrado Comandante en Jefe de todas las fuerzas cubanas.

## Muerte
El hermano de Adolfo, Federico, fue capturado por las autoridades españolas y sentenciado a morir por fusilamiento el 1 de julio de 1871. El 18 de diciembre de 1871, Adolfo Fernández-Cavada fue muerto en combate en el cafetal La Adelaida, cerca de Santiago de Cuba.

## Medallas y condecoraciones
He aquí las medallas y condecoraciones de Fernández-Cavada en el ejército de Estados Unidos: 

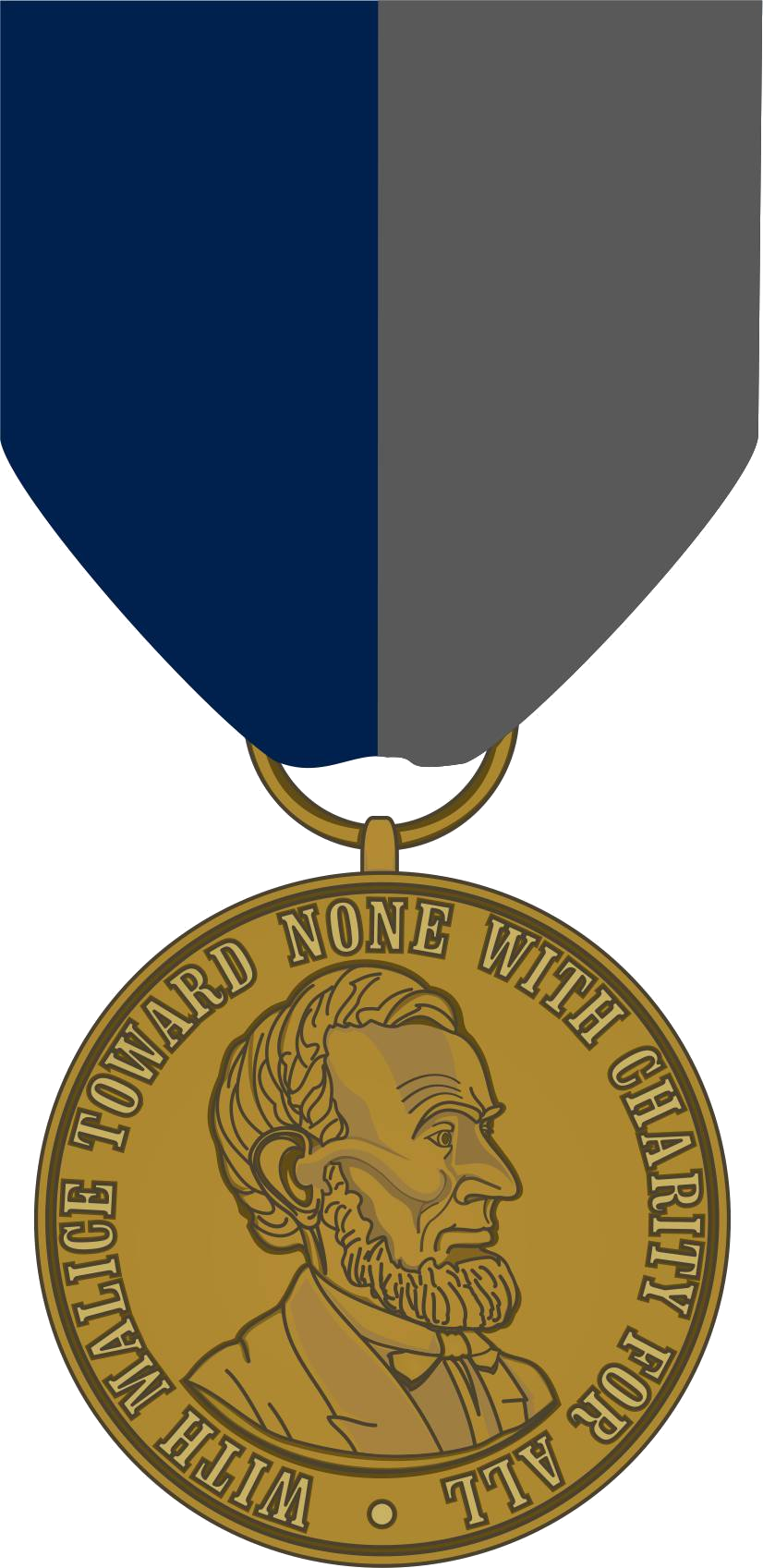
Army Civil War Campaign Medal